# Proprietà del linguaggio umano
Alla lingua, cioè al linguaggio verbale umano, quale facoltà specifica dell'Homo sapiens sapiens, vengono tipicamente attribuite alcune proprietà che la identificano e per certi aspetti la distinguono da altri codici.
Secondo la classificazione di Gaetano Berruto e Massimo Cerruti tali proprietà sono le seguenti:
- biplanarità
- arbitrarietà
- doppia articolazione
- trasponibilità di mezzo
- linearità
- discretezza
- plurifunzionalità
- riflessività
- produttività
- ricorsività
- distanziamento
- libertà da stimoli
- trasmissibilità culturale
- complessità sintattica
- equivocità o ambiguità

## Analisi delle proprietà

### Biplanarità
La biplanarità è, tra tutte, la proprietà più ovvia in quanto caratterizza tutti i segni, e quindi anche quelli linguistici, associandone le due rispettive facce. Infatti, essa mette in evidenza il rapporto tra il significante, o espressione fonica, facilmente percepibile poiché cade sotto i nostri sensi, e il significato, o momento semantico, contenuto veicolato dalla faccia percepibile.
Dal punto di vista del significante, la parola cane è la faccia fisicamente percepibile del segno linguistico (il qualcosa che sta per il qualcos'altro). Invece, dal punto di vista del significato, essa rimanda al concetto o all'idea di cane (il qualcos'altro), l'immagine della realtà esterna che la mente umana ha.
Un codice, dunque, può essere definito come un insieme di corrispondenze fra significanti e significati mentre un segno come l'associazione di un significante e di un significato.

### Arbitrarietà
L'arbitrarietà consiste nel fatto che non esiste un vincolo naturale tra significante e significato di un segno linguistico: si tratta, perciò, di convenzioni scelte in modo arbitrario e imposte dalle rispettive comunità linguistiche alle quali le parole appartengono.
Il significante cane non ha nulla che rimandi all'idea del significato di "cane": nel nome non c'è nulla che abbia a che fare con l'animale vero e proprio o che consenta di chiamare quell'animale proprio in questo modo.
Infatti, se così non fosse le parole delle diverse lingue dovrebbero essere molto simili tra loro per designare gli stessi elementi. Allo stesso modo, se i segni linguistici non fossero arbitrari, parole simili nelle diverse lingue dovrebbero disegnare cose o concetti simili.
Partendo dal triangolo semiotico che lega un significante mediato da un significato con cui è associato e riferito ad un elemento (referente) della realtà esterna, è possibile vedere che esistono quattro tipi o livelli di arbitrarietà diversi:
- rapporto tra segno e referente;
- rapporto tra significante e significato;
- rapporto tra forma e sostanza del significato;
- rapporto tra forma e sostanza del significante.

Il primo livello riguarda l'assenza di un legame naturale e concreto, e perciò di derivazione, tra un elemento della realtà esterna e il segno a cui esso viene associato (ad esempio, tra un oggetto e il suo segno oppure tra una persona e il suo nome).
Il secondo livello concerne l'arbitrario rapporto tra il significante (la parola divano) e il significato (un oggetto di arredamento che serve per sedersi).
Al terzo livello appartiene il rapporto arbitrario tra forma-struttura di una lingua (la sua organizzazione interna) e la sostanza-materia (l'insieme di fatti concettualizzabili, significabili). Ogni lingua attribuisce in modo diverso dalle altre una data forma (significato) ad una data sostanza.
Ad esempio, le parole italiane bosco, legna e legno si traducono in francese con un'unica parola (bois), e in tedesco con due (wald e holz). Si può vedere, dunque, come l'italiano riconosce tre entità, laddove il francese ne riconosce solamente una e il tedesco due.
Infine, al quarto ed ultimo livello, si inserisce il rapporto arbitrario tra forma e sostanza del significante, che riguarda le molteplici entità della materia fonica che variano nelle diverse lingue. Un esempio di identica materia fonica organizzata in maniera diversa nelle varie lingue è la quantità vocalica. Mentre in italiano non c'è distinzione tra [a] lunga e breve, per cui la parola caso mantiene un unico significato, a prescindere dalla quantità attribuita alla [a], di contro, in tedesco o in latino si assiste ad un mutamento di significato.
Così, ad esempio, in latino ănŭs, con [a] breve, significa 'vecchia', mentre ānus, con [a] lunga, vuol dire 'anello'.
Tuttavia esistono delle eccezioni al principio di arbitrarietà:
- le onomatopee;
- gli ideofoni;
- il fonosimbolismo.

Le onomatopee sono figure retoriche che imitano o riprendono nel significante caratteri fisici di ciò che esse designano.
Sono onomatopee, per esempio, parole come tintinnio, sussurrare, din don dan, chicchirichì che imitano il suono, o il rumore, che designano, e che presentano un grado maggiore di iconismo: sarebbero più icone che simboli o segni.
Più strettamente iconici, poi, sono i cosiddetti ideofoni, ovvero quelle espressioni che delineano fenomeni naturali o azioni, frequentemente usate nei fumetti, come boom (grande fragore), zac (taglio netto), gluglu (trangugiare acqua).
Maggiore è il grado di arbitrarietà, minore è quello di iconismo e viceversa.
Il fonosimbolismo, invece, indica il legame tra certi suoni e i loro rispettivi significati. La vocale chiusa /i/, per esempio, delineerebbe cose di piccole dimensioni.
È possibile notare, quindi, come alcuni vocaboli presentino una certa espressività non mediata dal significato, ma suggerita dalla struttura e perciò dallo stesso significante, così da richiamare aspetti del mondo esterno che essi delineano.
Esistono, però, dei controesempi che dimostrano sia l'esistenza di parole contenenti la /i/ che indicano grandezza (es. gigante), sia parole che indicano piccolezza e non contengono la /i/ (es. corto, poco, ecc.).
In conclusione, è possibile affermare che le eccezioni al principio di arbitrarietà non sono in grado di attentare all'esistenza di tale proprietà fondamentale del linguaggio, poiché si tratta comunque di un numero ridotto di parole che variano nelle diverse lingue.

#### Arbitrarietà verticale e orizzontale
L'arbitrarietà può essere sia verticale che orizzontale.
Nel primo caso si sottolinea il rapporto arbitrario tra significante e significato di uno stesso segno. Per fare un esempio, nella sequenza fonica della parola casa non c'è nulla che rimanda alle caratteristiche dell'idea che la mente umana ha della casa, quali forma, dimensione, varietà ecc.
Infatti, se così non fosse stato, ci sarebbe dovuta essere una somiglianza tra i significanti delle diverse lingue (ingl. sea - ita. mare, ingl. home - ita. casa ecc.).
L'arbitrarietà orizzontale, invece, chiama in causa il rapporto che intercorre tra significante e significato di segni diversi. Ciascuna lingua, infatti, delimita sia la materia fonica che il contenuto secondo regole proprie: ad ogni sistema linguistico corrisponde una struttura diversa e un'organizzazione particolare dei dati dell'esperienza.
Ne sono esempi le variazioni di significati che le parole assumono da lingua a lingua, riferendosi a campi semantici più stretti o più larghi che siano:
la parola italiana vitello non corrisponde all'inglese calf che ha un campo semantico più ristretto in quanto gli si oppone veal (calf indica l'animale vivo, veal la carne da cucinare).

### Doppia articolazione
La doppia articolazione, da non confondere con la biplanarietà, indica che il significante di un segno linguistico è articolato a due livelli differenti.
La prima articolazione consente la scomposizione del significante di un segno linguistico in unità minime, chiamate morfemi, ancora portatrici di significato e che vengono riutilizzate per formare nuove parole.
La parola cane si scompone in due parti can e e che recano rispettivamente un significato lessicale e uno grammaticale e che possono comparire in altre composizioni per dar vita a parole nuove.
La seconda articolazione è, invece, caratterizzata da unità minime scomponibili non dotate di un proprio significato, i fonemi.
Dunque, la frase la mamma lavora è costituita da sei morfemi, l-a mamm-a lavor-a, unità minime di prima articolazione, e da tredici fonemi, l-a m-a-m-m-a l-a-v-o-r-a, unità minime di seconda articolazione. È possibile notare che talvolta morfemi e fonemi coincidono come nel caso della –a di mamma (che è sia un morfema sia un fonema).
La doppia articolazione costituisce una proprietà fondamentale del linguaggio verbale umano poiché consente alla lingua una grande economicità di funzionamento: con un numero limitato di unità minime di seconda articolazione è infatti possibile dar vita a un numero grandissimo, pressoché illimitato, di unità dotate di significato.
Ciò dimostra come alla base della strutturazione della lingua ci sia il principio di combinatorietà. La lingua funziona, infatti, attraverso la combinazione di unità minori, contenute in numero limitato, per formare un numero illimitato di unità maggiori (segni).
È proprio tale principio che rende il sistema linguistico infinito: in italiano, per esempio, attraverso un numero finito di elementi, quali 30 fonemi con i quali costituiamo circa 250 morfemi derivazionali e 200.000 basi derivazionali (lemmi del vocabolario), è possibile creare un numero infinito di frasi.

### Trasponibilità di mezzo
La trasponibilità di mezzo indica la possibilità del referente di trasmettere un significante qualsiasi.
Quest'ultimo, infatti, può essere trasmesso sia attraverso il mezzo aria, il canale fonico-acustico, sotto forma di onde sonore percepite dall'uomo, sia attraverso il mezzo luce, il canale visivo-grafico.
Nonostante ci sia questa duplice possibilità di scambio di informazioni, ha una priorità il canale orale, fonico-acustico, rispetto a quello scritto, visivo-grafico, cosicché la fonicità appare un'ulteriore proprietà del linguaggio umano.
Il parlato, infatti, sembra avere una priorità antropologica: se per ogni lingua con forma scritta esiste anche una forma parlata, non è sempre vero il contrario.
Esiste, infatti, un gran numero di lingue che possiedono soltanto la fonia e mancano della grafia.
A rafforzare l'idea secondo cui il parlato sia prevalente rispetto allo scritto intervengono altre due priorità, quella ontogenetica (relativa al singolo individuo) e quella filogenetica (relativa all'intera specie umana).
La prima è relativa al fatto che gli individui imparano prima a parlare e in un secondo momento a scrivere, anche se non tutti quelli che parlano sono anche in grado di scrivere; la seconda, invece, indica l'anteriorità dello sviluppo del parlato rispetto allo scritto nella storia della specie umana.
Il canale fonico-acustico e l'uso del parlato presentano effettivamente dei vantaggi biologici rispetto al canale visivo e all'uso dello scritto.
Tra questi è possibile ricordarne alcuni.
Il parlare:
- è possibile in qualsiasi circostanza, purché vi sia presenza di aria, anche in presenza di ostacoli, a visibilità limitata, a distanza;

- è modulabile, più rapido dello scrivere ed ammette più recettori;

- non ostacola altre attività, può essere utilizzato in concomitanza con molte attività fisiche e intellettive;

- permette di individuare la fonte di emittenza del messaggio;

- consente la recezione contemporaneamente alla produzione del messaggio;

- è di rapida dissolvenza ma lascia libero il passaggio ad altri messaggi;

- è concomitante con la respirazione per cui non richiede eccessivo spreco di energia.

Il messaggio orale, dunque, presenta caratteri che non ricorrono in quello scritto. Ritmo, intonazione, pause, volume e qualità della voce caratterizzano unicamente il dato orale e, insieme all'espressione facciale, al sistema gestuale e posturale, modificano l'effetto delle parole emesse. Ciò significa che fenomeni prosodici e paralinguistici trovano utilità nell'enunciazione più che nella forma scritta e, inoltre, forma parlata e forma scritta non sono semplicemente l'una la traduzione dell'altra. Infatti non tutto ciò che può essere reso nel parlato può anche essere tradotto nello scritto e viceversa. I due canali fonico-acustico e grafico-visivo presentano, dunque, tratti che li contraddistinguono.
Nelle società odierne, però, c'è un legame particolare tra parlato e scritto, utilizzati per funzioni distinte: il binomio parlato-scritto costituisce un continuum caratterizzante le lingue proprie delle varie comunità linguistiche.
Il canale visivo ha, infatti, un'importanza fondamentale all'interno della società. Per esempio, ha validità giuridica e un largo uso nella legislatura, nell'insegnamento, nella tradizione culturale, letteraria e del sapere scientifico.
In questo caso si parla di priorità sociale del mezzo scritto: la forma scritta, infatti, è sintomo di lingua evoluta, utilizzabile in molteplici ambiti.

### Linearità
Un'ulteriore proprietà caratteristica del significante è la linearità.
A differenza dei segni "globali", percepiti come inseriti nel complesso, il segno linguistico viene prodotto, si realizza e si sviluppa in successione nel tempo e nello spazio. Per comprendere il messaggio occorre, perciò, che gli elementi siano attualizzati linearmente uno dopo l'altro.
Così, ad esempio, le frasi Luca saluta Gianni e Gianni saluta Luca designano due stati di cose ben diverse.

### Discretezza
La discretezza si riferisce, invece, all'assoluta differenza fra gli elementi: le unità della lingua non sono continue ma separate e ben distinte tra loro.
Es.
```
  
Pollo
 e 
bollo
 sono parole con significati nettamente differenti che variano proprio per la presenza di un fonema, /b/,
  al posto di un altro, /p/.
```

Un'importante conseguenza della discretezza è che non è possibile intensificare il significante per intensificare il significato allo stesso modo in cui si fa con le grida: nella lingua il significato non varia al variare del significante.
Es.
```
  Mentre c'è una differenza tra un ahi! detto a bassa voce rispetto ad un 
AHI!
 urlato, infatti, il primo indica un male minore
  rispetto a quello urlato, tra 
gatto
 (a voce bassa) o 
GAAATTOOO
 (urlato) il significato, invece, non cambia.
```

### Plurifunzionalità
Detta anche onnipotenza semantica è quella proprietà generale del linguaggio verbale umano secondo cui è possibile dare un'espressione a qualsiasi contenuto, cioè è possibile formulare e, dunque, tradurre in lingua un messaggio formulato in qualsiasi altro codice. Però, poiché risulta difficilmente provabile che con la lingua si possa dire veramente tutto e che ogni messaggio possa essere tradotto in un messaggio linguistico, per cautela, si preferisce parlare di plurifunzionalità, ovvero la possibilità della lingua di ricoprire diverse funzioni.
Tra esse le più rilevanti sono:
- dare una forma esterna al pensiero mentale;
- fungere da strumento di comunicazione;
- trasmettere informazioni;
- creare e regolare attività cooperative e rapporti sociali;
- manifestare, esternare i propri sentimenti e stati d'animo;
- risolvere problemi;
- creare mondi possibili.

Inoltre, secondo il modello di Jakobson, il linguaggio verbale è caratterizzato da sei funzioni centrali che differiscono in base alla tipologia del messaggio che si intende trasmettere.
Si tratta di:
- funzione emotiva (o espressiva) per esprimere emozioni o sensazioni del parlante

```
       (es. 
Che bella serata!
)
```

- funzione metalinguistica per specificare aspetti del codice

```
       (es. 
Gianni
 è il soggetto della frase 
Gianni gioca a calcio
)
```

- funzione referenziale per dare informazioni circa la realtà esterna

```
       (es. 
Esistono animali erbivori
)
```

- funzione conativa per stimolare la partecipazione del ricevente ottenendo da lui una certa partecipazione

```
       (es. 
Chiudi la porta!
)
```

- funzione fàtica per sottolineare il canale di comunicazione e/o il contatto fisico o psicologico fra i parlanti

```
       (es. 
Ehi? Pronto?
, 
ci sei?
)
```

- funzione poetica per enfatizzare le potenzialità insite nel messaggio e i caratteri interni del significante e del significato

```
       (es. 
Nel mezzo del cammin di nostra vita..
).
```

### Riflessività
La riflessività è propria del linguaggio e indica la possibilità di usare la lingua per parlare della lingua stessa: la lingua viene così usata come metalingua. Riprendendo la funzione metalinguistica sopra trattata si può vedere come siano possibili frasi del tipo:
 'alza' è la terza persona singolare del modo indicativo del tempo presente del verbo alzare.

### Produttività
La produttività allude alla facoltà della lingua di parlare di cose nuove, talvolta anche inesistenti, di nuove esperienze e di messaggi mai prodotti prima.
Per far ciò da un lato si utilizzano nuovi significanti e significati mai uniti prima, dall'altro si associano messaggi già esistenti adattati però a nuove situazioni.
La produttività è permessa dalla doppia articolazione che prevede, come è stato affermato prima, la combinazione di unità minime, formanti un sistema chiuso, in unità sempre maggiori e in numero infinito.
Essa è stata denominata anche creatività regolare: una produttività infinita basata su un numero limitato di regole applicabili ricorsivamente.

### Ricorsività
La ricorsività, invece, consiste nella possibilità di applicare lo stesso procedimento un numero illimitato di volte per ottenere segni sempre nuovi. Pur illimitata, ciò che la limita è l'utilizzo che i parlanti ne fanno. Oltre un certo grado di lunghezza e complessità, il segno non sarebbe più memorizzabile ed economicamente maneggiabile. Dunque, è possibile vedere che sono i parlanti a limitare il sistema infinito utilizzabile.
È possibile creare nuove parole a partire da quelle già esistenti come nel processo di suffissazione: da bene si ha benevolo, da benevolo si ha benevolmente ecc.
A partire da una frase compiuta con un nome e un verbo (Lucia mangia) è possibile ottenere Marco vede che Lucia mangia o ancora Marco vede che Lucia mangia la torta di mele della nonna e così via.

### Distanziamento
Il distanziamento è la possibilità di parlare di cose, eventi e persone lontane dal momento e dal luogo in cui si svolge l'interazione comunicativa. A differenza degli animali che, per esprimere il loro bisogno di cibo, utilizzano il proprio verso senza riuscire a comunicare che il giorno prima avevano fame, con la lingua di solito gli individui parlano di cose lontane dallo spazio e dal tempo in cui essi sono inseriti.
Il distanziamento consiste, dunque, nella possibilità di parlare dell'esperienza in assenza di essa. Con questo, la nozione di distanziamento finisce per coincidere con quella di libertà da stimoli ovvero la capacità dei parlanti di emettere messaggi in base all'elaborazione concettuale della realtà esterna.
La lingua, quindi, è indipendente dalla situazione immediata.
A partire dalla definizione di distanziamento possiamo citare un’altra proprietà importante del linguaggio umano. La libertà da stimoli.

### Trasmissibilità culturale
Ogni lingua è trasmessa per tradizione all'interno della società come un fattore culturale. Le regole sintattiche, semantiche, morfologiche, fonetiche e lessicali fondanti il patrimonio lessicale di ogni lingua passano, da generazione in generazione, per insegnamento e apprendimento.
La trasmissibilità culturale indica la tendenza di ciascun individuo ad acquisire la lingua della comunità sociale alla quale appartiene che non sempre coincide con quella dei propri genitori biologici. Vi è perciò una componente innata in ciascun individuo: la predisposizione a comunicare mediante una lingua e le strutture portanti del linguaggio verbale. Per tale processo di acquisizione/apprendimento della lingua sono fondamentali il periodo della prima infanzia e della pubertà linguistica. Se entro tale fase (11-12 anni) l'individuo non viene sottoposto a stimoli linguistici, lo sviluppo della lingua è praticamente impossibile. Inoltre, entro tale età l'apprendimento di una lingua avviene in maniera rapida, facile e agevole; imparare una seconda lingua più tardi diventa più faticoso.

### Complessità sintattica
La complessità sintattica è una proprietà linguistica inerente alla natura del sistema linguistico piuttosto che a quella materiale dei segni.
Essa riguarda l'alta complessità strutturale delle catene linguistiche che spesso presentano rapporti di forte concatenazione tra gli elementi disposti linearmente.
Gli elementi o parti del segno, infatti, non sono disposti casualmente; essi costituiscono una fitta trama che si evidenzia nella sintassi.
Fra gli aspetti che hanno rilevanza nella complessità sintattica vi sono:
- l'ordine lineare degli elementi di una frase, che permette di evitare le possibili ambiguità di significato;

es.
```
       
Il leone mangia la tigre
.

       
La tigre mangia il leone
.
```

Solo l'ordine ci indica chi ha mangiato e che cosa viene mangiato.
- le dipendenze tra gli elementi di una frase che evidenziano i rapporti gerarchici che essi hanno. Questi ultimi costituiscono una seconda trama della sintassi, sovrapposta alla successione lineare e del tutto indipendente da essa.

I costituenti della frase, infine, mantengono i loro rapporti anche a distanza, proprietà estranea ad altri sistemi di comunicazione;
es.
```
    
La ricerca di Silvia sull'inquinamento
: 
sull'inquinamento
 non dipende dall'elemento che lo precede immediatamente,
    
di Silvia
, ma dal soggetto 
la ricerca
.
```

- le incassature di alcuni elementi all'interno di altri per indicare particolari legami e i rispettivi livelli in cui si trovano le diverse parti della catena linguistica;

es.
```
   
La bambina che gioca nel parco è mia nipote
: la parte 
che gioca nel parco
 è incassata, o incastrata, dentro
   il resto della frase 
la bambina è mia nipote
.
```

- la ricorsività, che conferisce una particolare complessità interna;

- le parti del discorso, che danno informazioni sulla sua strutturazione interna;

es.
```
   Congiunzioni coordinanti, come 
e
, 
ma
, ecc., e subordinanti, come 
che
, 
perché
, ecc.
```

- la discontinuità tra elementi uniti dal punto di vista semantico e sintattico però non adiacenti linearmente;

es.
```
   
Gallia est omnis divisa in partes tres
 (la Gallia nel suo insieme è divisa in tre parti). 
Omnis
, collegato
   al nome 
Gallia
, separa il verbo 
est
 e il suo complemento attributivo 
divisa
.
```

### Equivocità
L'equivocità è inerente alla natura del sistema linguistico e consiste in una mancata corrispondenza biunivoca tra significante e significato.
Nel linguaggio verbale umano si parla di corrispondenze doppiamente plurivoche: ad un significante può corrispondere una vasta gamma di significati.
Es.
```
  a- Il significante 
carica
 può avere diversi significati (tipico caso di 
omonimia
):

     (1) 
funzione
 svolta da una persona
     (2) quantitativo di 
energia
 (il telefono ha poca carica)
     (3) 
assalto
 (il generale partì alla carica)
     (4) 
piena
 (una macchina carica di pacchi)

 b- Il significato 
parte anteriore della testa
 può avere diversi significanti (tipico caso di 
sinonimia
):

     (1) 
faccia

     (2) 
viso

     (3) 
volto

```

L'equivocità, contrariamente a come potrebbe sembrare, non costituisce un difetto o una svantaggio del sistema linguistico. Essa evidenzia ulteriormente la flessibilità e la sua adattabilità ad esprimere esperienze sempre nuove e differenti.
D'altra parte, i possibili problemi derivati dall'equivocità sono immediatamente disambiguati dal contesto che interviene consentendo l'opportuna interpretazione delle parole.

## Lingua solo umana
A conclusione della rassegna delle diverse proprietà della lingua è opportuno chiedersi se un sistema di comunicazione organizzato come la lingua appartenga solo ed esclusivamente agli esseri umani oppure non sia altro che l'espressione del modo di comunicare diffuso in maniera diversa presso tutti gli esseri animati. L'opinione più diffusa tra gli studiosi è che un tale sistema linguistico sia il frutto di una continua evoluzione parallela a quella della specie umana.
In particolare, soltanto l'uomo possiede le precondizioni anatomiche e neurofisiologiche necessarie per l'elaborazione mentale e fisica del linguaggio verbale, quali:
- adeguato volume del cervello, quantità delle circonvoluzioni della corteccia cerebrale, quantità e plasticità dei collegamenti interneuronali;

- conformazione del canale fonatorio ‘a due canne', con un angolo, un cambiamento di direzione, fra una ‘canna', il cavo orale, e l'altra, la laringe e con un'ampia cavità intermedia.

La prima precondizione consente la memorizzazione, l'elaborazione e la processazione del linguaggio, la seconda, invece, le distinzioni articolatorie della produzione fonica.

## Esperimenti
La zoologia e, in particolare, la zoosemiotica hanno analizzato diversi modi di comunicazione utilizzati da specie differenti di animali.
Come per esempio la danza delle api (la danza dell'addome), le formiche attraverso i feromoni, segnali odorosi, i canti e i richiami degli uccelli, le tecniche di comunicazione di balene e delfini ecc.
Nessuno di essi presenta tutti i tratti che si ritrovano nel linguaggio umano.
Sono stati fatti perfino degli esperimenti di insegnamento del linguaggio verbale umano alle specie animali più vicine all'uomo (gorilla, scimpanzé). Si è cercato di far apprendere sistemi di comunicazione che possedessero le stesse caratteristiche fondanti il linguaggio verbale e, in particolare, la cosiddetta lingua dei segni basata su gesti, atteggiamenti del viso e degli arti, invece che sul canale vocale.
Le capacità acquisite da scimpanzé e gorilla dopo anni di addestramento risultano però estremamente ridotte: essi riescono ad imparare ed utilizzare un centinaio di segni legati a particolari situazioni. Secondo l'ipotesi più diffusa il loro comportamento sarebbe non intenzionale e consisterebbe nell'imitazione dei loro insegnanti con lo scopo di ottenere una ricompensa.